# Heinz-Dieter Schmitz
Heinz-Dieter Schmitz (* 6. September 1950 in Köln) ist ein ehemaliger deutscher Fußballspieler. Der Defensivspieler hat in der Saison 1971/72 beim 1. FC Köln in der Fußball-Bundesliga drei Ligaspiele absolviert.

## Laufbahn
Heinz-Dieter Schmitz gehörte schon in der Jugend dem 1. FC Köln an. Ab 1967 spielte er in der A1-Jugend unter Trainer Josef Röhrig. In seinem zweiten A-Jugendjahr, 1968/69, hatte er als Mannschaftskollegen Jürgen Glowacz. Zur Saison 1969/70 wurde er in die Amateurmannschaft des FC unter Trainer Gero Bisanz aufgenommen und spielte dann an der Seite von Mitspielern wie Karl-Heinz Goldau, Kurt Kowalski und Hans-Jürgen Lex. In seinem zweiten Amateurjahr, 1970/71, erreichte er mit seiner Mannschaft die Vizemeisterschaft in der Verbandsliga Mittelrhein. Zur Saison 1971/72 wurde er wie auch Paul Scheermann von den Amateuren in den Lizenzspielerkader aufgenommen. Unter Trainer Gyula Lóránt wurde Schmitz zu drei Bundesligaeinsätzen berufen: Am 14. August wurde er im Heimspiel gegen Werder Bremen (0:0) in der 2. Halbzeit für Werner Biskup und am 2. Oktober beim 4:3-Heimerfolg gegen Borussia Mönchengladbach, in der 75. Minute für Johannes Löhr eingewechselt. Sein dritter und letzter Bundesligaeinsatz fand am 13. November 1971 bei einem 3:1-Heimerfolg gegen Hannover 96 statt, wo er die vollen 90 Minuten als Außenverteidiger an der Seite von Jupp Kapellmann, Wolfgang Weber, Harald Konopka und Heinz Simmet vor Torhüter Gerhard Welz in der FC-Defensive im Einsatz war. Im DFB-Pokal kamen noch die zwei Einsätze am 15. Dezember 1971 in der 1. Hauptrunde gegen den Essener FV 1912 (5:0) und am 1. April 1972 bei der 0:3-Auswärtsniederlage beim FC Bayern München hinzu.
Der Verteidiger gehörte drei Jahre zum Profikader des 1. FC Köln, wurde aber in den zwei letzten Runden nicht mehr in Pflichtspielen eingesetzt. Er soll 1974 seine sportliche Laufbahn beendet haben.